# 戈亚斯州卡舒埃拉
戈亚斯州卡舒埃拉（葡萄牙語：Cachoeira de Goiás）是巴西戈亚斯州的一个市镇。总面积417.73平方公里，总人口1545人，人口密度3.7人/平方公里。